# Athelges tenuicaudis
Athelges tenuicaudis är en kräftdjursart som beskrevs av Georg Ossian Sars 1898. Athelges tenuicaudis ingår i släktet Athelges och familjen Bopyridae. Arten är reproducerande i Sverige. Inga underarter finns listade i Catalogue of Life.